# 定遠駅
定遠駅（ていえん-えき）は中華人民共和国安徽省滁州市定遠県に位置する中国国鉄上海鉄路局が管轄する京滬高速鉄道の駅である。「中国高鉄之父」と呼ばれる劉志軍が国務院総理の李克強の機嫌を取るために建設したとも言われる。なお、李克強は安徽省滁州市定遠県の出身である。

## 歴史
- 2011年6月30日 - 開業
- 2018年1月25日 -高速鉄道車両の火災が発生した。

## 隣の駅
中国国鉄
京滬高速鉄道
蚌埠南駅 - 定遠駅 - 滁州駅